# Mechow
Mechow è un comune di 133 abitanti dello Schleswig-Holstein, in Germania.

Appartiene al circondario (Kreis) del ducato di Lauenburg (Herzogtum Lauenburg) (targa RZ) ed è parte della comunità amministrativa dei Lauenburgische Seen.